# Луз-сокс
Луз-сокс (яп. ルーズソックス ру:дзу соккусу, от англ. loose socks) — тип мешковатых носков, которые носят японские школьницы и представительницы субкультуры когяру. В последнее время[уточнить] такие носки стали популярными и среди американских подростков и студенток, увлекающихся японскими аниме и мангой. Бывают разными по виду, отличаясь узором петель. Самые популярные стили — традиционная резинка 2 × 2 (на картинке) и трубчатые чулки по бёдра, которые носят спущенными на уровень лодыжек.
Такие носки стали популярны в рамках моды на пухлые лодыжки, а также по причине резкого отклонения от строгого дресс-кода японской школьной формы. Также эти носки являются одним из атрибутов субкультурных модных течений когяру и Fairy kei.